# پرویز کامبخش
سید پرویز کامبخش (زاده ۲۴ ژوئیهٔ ۱۹۸۴) خبرنگار روزنامه «جهان نو» در افغانستان و محصل سال سوم فاکولته ژورنالیزم دانشگاه بلخ است که از سوی نیروهای امنیت ملی ولایت بلخ افغانستان به اتهام دریافت و پخش مقاله‌ای به نام «آیات زن ستیز در قرآن (تازینامه)»، که به گفته مقامات افغانستان اهانت به اسلام است زندانی شده و با وجود اعتراضات جهانی بیش از یکسال است که در زندان بسر می‌برد.

## محاکمه و اتهام
کامبخش به تاریخ ۲۷ اکتبر ۲۰۰۷ در شهر مزارشریف دستگیر و به تاریخ ۲۲ ژانویه ۲۰۰۸ در محکمه ابتدایی بلخ به اعدام محکوم شد، حکمی که بعداً در محکمه استیناف کابل به تاریخ ۲۱ اکتبر ۲۰۰۸ بیست سال زندان تقلیل یافت. خانواده وی در محکمه تمیز افغانستان علیه این حکم اعتراض کرده‌اند ولی معلوم نیست چه وقت نتیجه نهایی از جانب این محکمه اعلان خواهد شد.
محکمه بلخ مدعی شد که مقاله «آیات زن ستیز در قرآن» 
نوشته کامبخش است که در اینترنت قرار داده شده‌است، اتهامی که بوسیله وی رد شد و بعد نویسنده ایرانی این مقاله به نام «آرش بیخدا» در مصاحبه‌ای با رادیو فردا مسئولیت آن نوشته را به عهده گرفت.
برادر کامبخش، یعقوب ابراهیمی خبرنگار «انستیتو گزارش‌دهی جنگ و صلح» معتقد است که دستگیری و محاکمه برادرش از جانب جنگسالاران شمال افغانستان، تنها به خاطر مقاله فوق نبوده و در واکنش به گزارش‌های عینی یعقوب از وضعیت حقوق بشر در مناطق تحت کنترل آنها می‌باشد. وی به اشپیگل گفت که «آنان برای خاموش ساختن من برادرم را محاکمه کردند.»

## اعتراضات جهانی
جریان دستگیری، محاکمه و محکومیت کامبخش موج وسیعی از اعتراضات جهانی را در بر داشت و در مطبوعات جهان انعکاس بیسابقه‌ای داشت. روزنامه ایندیپندنت انگلستان کارزاری را برای جمع‌اوری امضا برای رهایی پرویز راه انداخت که بیش از صدهزار تن آنرا امضا کردند. اما با تمامی این اعتراضات دولت افغانستان تا کنون وی را در بند نگهداشته‌است.
در همین حال «حزب همبستگی افغانستان» در شهرهای کابل و جلال‌آباد تظاهراتی را علیه حکم اعدام کامبخش راه انداخت که صدها تن در آن شرکت کردند و خشم شانرا مقابل بازداشت وی ابراز نمودند. همچنان روزنامه نگاران و فعالین حقوق بشر افغانستان در شهرهای مختلف طی گردهمایی‌ها و میتینگ‌هایی شدیداً به دامه بازداشت کامبخش اعتراض کرده آنرا مغایر ارزش‌های حقوق بشر دانسته‌اند.